# Токар Едгар Володимирович
Едгар Володимирович Токар (нар. 17 лютого 1987, Мукачево, Закарпатська область) — голова Мукачівської районної державної та військової адміністрації (2021—2024). Обраний депутатами Закарпатської обласної ради 8 скликання на чергових місцевих виборах 25 жовтня 2020 року в територіальному виборчому окрузі № 2 від Закарпатської обласної організації «Політична партія „Слуга народу“».

## Біографія
Народився 17 лютого 1987 року в місті Мукачево Мукачівського району Закарпатської області.
Одружений, має трьох дітей

### Освіта
2002—2005 роках — навчався у Вищому професійному училищі № 3 міста Мукачево, де здобув повну загальну середню освіту та диплом кваліфікованого робітника за професією обліковця (реєстрація бухгалтерських даних), оператора комп'ютерного набору
2005—2010 роках — навчався у Київському національному університеті внутрішніх справ за спеціальністю — «Правознавство».

### Кар'єра
З 18 років займався підприємницькою діяльністю.
Розпорядженням Президента України від 29 березня 2021 року призначений головою Мукачівської районної державної адміністрації.

### Політична діяльність
На чергових місцевих виборах 25 жовтня 2020 року обраний депутатом Закарпатської обласної ради 8-го скликання. Засновник та голова Громадської організації "Громадський рух «Сила правди».

## Нагороди
- «За сприяння війську» від Головнокомандувача ЗСУ Валерія Залужного
- «За сприяння в охороні Державного кордону України» від Голови ДПСУ Сергія Дейнеки
- «Слава Героям-Волонтерам Слава» пам'ятна відзнака від начальника ГУР Кирила Буданова[джерело?]